# هلبة الكبريت الفرعاء
هلبة الكبريت الفرعاء (الاسم العلمي:Thiothrix ramosa) هي نوع من البكتيريا تتبع جنس هلبة الكبريت من فصيلة هلبات الكبريت.